# Женщина в море
«Женщина в море» — российский художественный фильм 1992 года, снятый кинорежиссёром Вячеславом Криштофовичем. Экранизация одноимённой повести Леонида Бородина.

## Сюжет
Повествование фильма введётся от лица автора повести. Писатель-диссидент Виктор приезжает в приморский городок для отдыха, однако цепь случайностей вовлекает его в сомнительные мероприятия.

## В ролях
| Актёр                | Роль               |
| -------------------- | ------------------ |
| Станислав Любшин     | Виктор             |
| Марианна Вертинская  | мать Людмилы       |
| Марина Майко         | Людмила            |
| Вячеслав Разбегаев   | Валера             |
| Андрей Толубеев      | Митя               |
| Отар Мегвинетухуцеси | Николай Георгиевич |
| Александр Сирин      | оперативник        |
| Наталья Захарова     | Марина журналистка |
| И. Болдырев          | эпизод             |
| Ирина Васильева      | эпизод             |
| Н. Григорова         | эпизод             |
| А. Курош             | эпизод             |
| Р. Куракин           | эпизод             |
| П. Терехов           | эпизод             |
| Асвад Хасанов        | эпизод             |

## Критика
Критик Валентина Иванова в газете «Культура» отмечала: «…актёр (С. Любшин) как бы от имени автора, писателя-диссидента, вовлекает нас в сложный круг размышлений — о жизни, о природе преступления».